# Partizaan

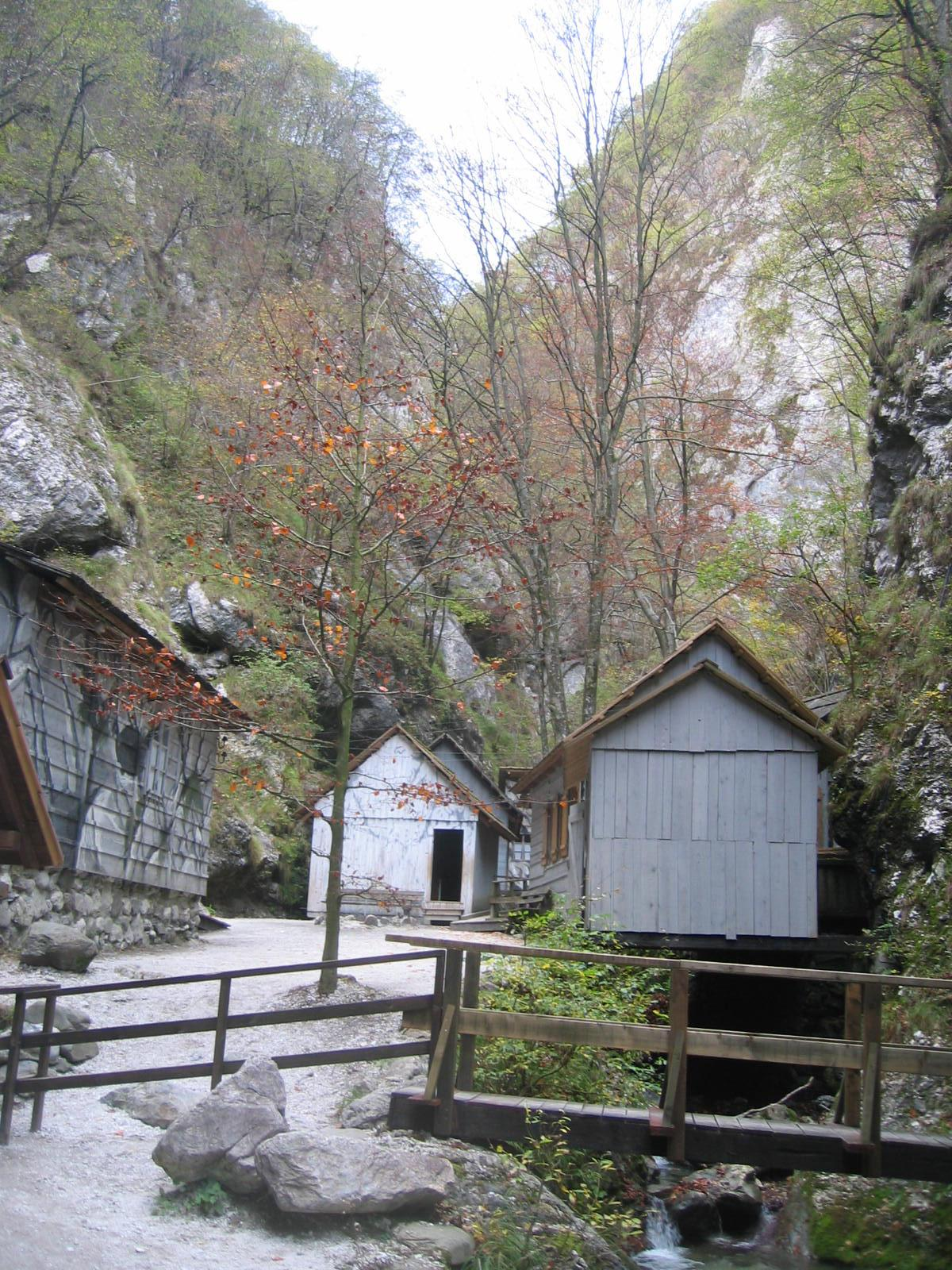
Reconstructie van het partizanenhospitaal Bolnica Franja uit de Tweede Wereldoorlog, in de bergen bij Cerkno in Slovenië

Een partizaan (van het Franse partisan, uit het Italiaans: partigiano = partijganger) is iemand die binnen een verzetsbeweging strijdt voor een doorgaans (maar niet noodzakelijkerwijs) politiek of nationalistisch belang. Partizanen worden vaak vergeleken met guerrillastrijders, revolutionairen en dissidenten.
Traditioneel zijn de inspanningen van partizanen gericht op het verwijderen van de zittende politieke of ideologische macht of van een bezettingsmacht. Een partizaan kenmerkt zich verder door zijn ongebondenheid; hij behoort niet tot een door regering ingesteld leger of militie, maar eerder tot een groep gelijkgestemden die op basis van hun overtuiging de wapens hebben opgepakt. Binnen het internationaal oorlogsrecht zijn regels geformuleerd waaraan de bestrijding van dergelijke groepen moet voldoen (als in de Haagse Conventies).
Bekend is de partizanenstrijd tijdens de Tweede Wereldoorlog in het voormalige Joegoslavië en in de door Duitsland bezette delen van Polen en de Sovjet-Unie. In België werd tijdens de Tweede Wereldoorlog gewapende strijd geleverd door het Belgisch leger der partizanen, een deelorganisatie van het Onafhankelijkheidsfront. Een voorbeeld van partizanen in Nederland zijn twee Limburgse knokploegen die aan het einde van de Tweede Wereldoorlog als bospartizanen bij Baarlo actief waren. Hun verhaal was de basis voor de televisieserie De Partizanen van Theu Boermans uit 1994.
In Italië beslaat de partizanenoorlog het laatste anderhalf jaar van de Tweede Wereldoorlog, nadat Benito Mussolini in 1943 gevangengenomen was en door de Duitsers vervolgens werd bevrijd. De ANPI (Associazione Nazionale Partigiani d'Italia) ofwel Nationale Vereniging van Partizanen van Italië is nog steeds actief als bestrijder van het fascisme. Het beroemde strijdlied Bella ciao stamt uit die periode.
